# Megachile nigricans
Megachile nigricans är en biart som beskrevs av Cameron 1898. Megachile nigricans ingår i släktet tapetserarbin, och familjen buksamlarbin. Inga underarter finns listade i Catalogue of Life.